# Mimoniphona fasciculata
Mimoniphona fasciculata är en skalbaggsart som beskrevs av Stefan von Breuning 1940. Mimoniphona fasciculata ingår i släktet Mimoniphona och familjen långhorningar. Inga underarter finns listade i Catalogue of Life.